# 口話
口話（こうわ）とは、「聴覚しょう害者（ろう者,その他）」が、「健聴者（口頭会話者）」の口の動きを読み取り、ろう者が表現したい言葉を「発話（口の形と音声）」で表す、特殊な技術の事。いわゆる「読唇術」の一種である。
ろう学校などで言語聴覚士との訓練で習得する。音の聞こえないろう者にとって、口の形や動きを真似する事はできても、「音声」を正確に表現する事は至難の技であるため苦手なろう者も多い。
逆に言えば、口話が得意なろう者は尊敬の眼差しで見られる事もある。
口話教育自体が、「手話が苦手な「健聴者（口頭会話者）」とのコミュニケーションを重要視したものであり差別的との意見もある。
しかし、通常両手を合わせた10本の指だけでの手話では、語彙が足りなくなる（同じかたちの手話が存在する）ため、「目線」や「顔の表情」、「口の中型（口話）」て表現を補い、スムーズに「言葉（手話）」を伝えるために必要とする、ろう者達の声もある。